# Кибератаки на государственные сайты Украины (2022)
Кибернетические атаки на сайты Украины — хакерские атаки на сайты государственных учреждений и банков Украины. Крупные атаки состоялись 13—14 января и 15—16 февраля 2022 года. Ещё одна масштабная атака произошла 23 февраля, накануне вторжения России на Украину. Первые две атаки нанесли лишь краткосрочный урон; в случае третьей сообщается об уничтожении и похищении некоторых данных.

## 14 января
В ночь с 13 на 14 января было атаковано более 70 сайтов центральных и региональных органов власти, включая сайты Минобороны, МИД, ГСЧС, «Дія» и другие. Эта атака стала самой мощной за последние 4 года. Злоумышленники воспользовались уязвимостью системы управления контентом сайта October, использовавшейся компанией Kitsoft для разработки сайтов органов власти Украины. Уязвимость была выявлена ещё в мае 2021 года, однако на момент атаки не была исправлена. Получив административный доступ к инфраструктуре Kitsoft, злоумышленники также получили доступ ко всем пострадавшим сайтам. Скомпрометированные сайты были подвергнуты дефейсу, на главной странице было размещено сообщение на украинском, русском и ломаном польском языках. В сообщении были строчки: «Это вам за ваше прошлое, настоящее и будущее. За Волынь, за ОУН УПА, за Галицию, за Полесье и за исторические земли».
Контент сайтов и критическая инфраструктура не пострадала, утечек персональных данных не было. Большинство сайтов восстановило свою работу 16 января.
Польша указала на Россию как источник этой кибератаки. «Кибератака, о которой сообщила украинская сторона, является частью типичной деятельности спецслужб Российской Федерации», — заявил спикер министра, координирующего работу польских спецслужб, Станислав Жарин. О российском происхождении атаки заявили и правительственные эксперты Украины. Заместитель секретаря СНБО Украины Сергей Демедюк заявил, что по сравнению с ноябрём 2021 года количество российских кибератак увеличилось втрое, и они стали нацеленными на критическую инфраструктуру.
Служба безопасности Украины начала следствие по причастности российских служб к кибератаке на органы государственной власти Украины. Расследование ведёт также Киберполиция Украины.

## 15—16 февраля
15 февраля в 20:21 началась DDoS-атака на государственные сайты и сайты многих банков Украины, продолжавшаяся более 5 часов. Атака стала самой масштабной в истории Украины. Целями в этот раз были около 15 банков, в том числе «Приватбанк» и «Ощадбанк», а также сайты домена .gov.ua. Сайты названных банков, Минобороны, Вооружённых сил и Министерства по вопросам реинтеграции временно оккупированных территорий на некоторое время прекратили работу. В целом сайты банков пострадали в меньшей степени, восстановив свою работу уже 16 февраля. По словам заместителя главы Госспецсвязи Виктора Жоры, утечек данных, искажения или уничтожения элементов инфраструктуры не произошло.
Украинские должностные лица полагают, что за атаками стоит Россия. Пресс-секретарь президента РФ Дмитрий Песков заявил, что она к этому не причастна. 18 февраля правительства Великобритании и США официально заявили, что возлагают ответственность за атаку на Россию. 19 февраля Совет национальной безопасности США заявил, что, по его данным, атака шла с инфраструктуры, принадлежащей Главному управлению Генерального штаба ВС РФ. К такому же выводу пришёл Центр национальной компьютерной безопасности Великобритании.
По данным правительства США за 15 февраля, российские хакеры, вероятно, осуществили масштабное внедрение в военные, энергетические и другие критические компьютерные сети Украины, чтобы собирать разведданные и иметь возможность нарушить работу этих систем.

## 23 февраля
23 февраля, накануне вторжения России, около 16:00 началась новая масштабная DDoS-атака на сайты правительства, банков и структур безопасности Украины. Сайты Верховной рады, Кабинета министров, МИД и СБУ прекратили работу. По данным Bloomberg, хакеры уничтожили данные в сети Министерства внутренних дел и скачали большое количество данных из телекоммуникационной сети страны. Эти данные касаются коммуникаций и передвижений людей по стране.